# Ken'yū Horiuchi
Ken'yū Horiuchi (堀内 賢雄, Horiuchi Ken'yū) (30 de julho de 1957, Gotenba, Japão) é um seiyū (dublador) veterano. Em 2002 ele fundou o seu próprio escritório de gestão, Kenyu-Office.

## Trabalhos notáveis

### Animes
- After War Gundam X (Jamil Neate)
- Angelique (Oscar)
- Bleach (Syūsuke Amagai)
- B'tX (Metalface)
- Captain Tsubasa (Taki, Pierre)
- Cowboy Bebop (Gren)
- Gun X Sword (The Claw Man)
- Hataraki Man (Narita)
- Kaze no Stigma (Burnhart Rhodes)
- Konjiki no Gash Bell! (Kieth)
- Kyatto Ninden Teyandee (the narrator)
- Kyo Kara Maoh! (Dan Hiri Weller)
- Mahoraba (Yukio Haibara (Johnny))
- Mister Ajikko (Chef Shimonaka)
- Monster Rancher (anime) (Durahan)
- Nadia: The Secret of Blue Water (Sanson)
- Naruto (Tobirama Senju)
- Naruto Shippuden (Pain, Tobirama Senju)
- Petite Princess Yucie (Gunbard)
- Telepathy Shōjo Ran (Ronpei Isozaki)
- Transformers 2010 (Springer)
- Ultraman Story (Ultraman)
- Yakitate!! Japan (Brad Kidd)
- Tekkaman Blade (Balzac Asimov)
- Rape Man (Rape Man)
- s-CRY-ed (Unkei)
- Saint Seiya: The Lost Canvas (Hakurei de Altar)

### OVAs
- B'tX Neo (Metalface)
- Bubblegum Crisis (Daley)
- Eternal Filena (Nesuto)
- RG Veda (Bishamon-ten)

### Filmes de anime
- One Piece: Nejimaki Shima no Bouken (Borodo)

### Jogos eletrônicos
- Ayakashi Ninden Kunoichiban (Johnny Tono)
- Dissidia: Final Fantasy (Emperor)
- Mana Khemia: Alchemists of Al-Revis (Gunnar Damm)
- Mana Khemia 2: Ochita Gakuen to Renkinjutsushi Tachi (Gunnar Damm)
- Metal Gear Solid 2: Sons of Liberty (Raiden)
- Metal Gear Solid 3: Snake Eater (Major Ivan Raidenovitch Raikov)
- Metal Gear Solid 4: Guns of the Patriots (Raiden)
- Skylanders: Spyro's Adventure (Flynn)
- Skylanders: Giants (Flynn)
- Super Robot Wars (Irmgard Kazahara, Duke Freed, Jamil Neate)
- Tales of Rebirth (Geyorkias)